# Гулянська сільська рада (Коростенський район)
Гулянська сільська рада (Гулянецька сільська рада) — колишня адміністративно-територіальна одиниця та орган місцевого самоврядування у Коростенському (Ушомирському) районі і Коростенській міській раді Коростенської й Волинської округ, Київської та Житомирської областей Української РСР з адміністративним центром у селі Гулянка.

## Населені пункти
Сільській раді на час ліквідації були підпорядковані населені пункти:
- с. Гулянка
- х. Першотравневий

## Історія та адміністративний устрій
Створена 21 жовтня 1925 року в с. Гулянка Ушицької сільської ради Ушомирського (згодом — Коростенський) району Коростенської округи.
1 червня 1935 року, внаслідок ліквідації Коростенського району, відповідно до постанови президії ЦВК СРСР «Про порядок організації органів радянської влади в новоутворених округах», увійшла до складу Коростенської міської ради Київської області. 28 лютого 1940 року, відповідно до указу Президії Верховної ради УРСР «Про утворення Коростенського сільського району Житомирської області», сільська рада увійшла до складу відновленого Коростенського району Житомирської області.
Станом на 1 вересня 1946 року сільська рада входила до складу Коростенського району Житомирської області, на обліку в раді перебували с. Гулянка та х. Першотравневий. Станом на 1952 рік в складі ради значиться х. Першотравневий як хутір, що підлягає перетворенню на село.
Ліквідована 11 серпня 1954 року, внаслідок виконання указу Президії Верховної ради УРСР «Про укрупнення сільських рад по Житомирській області», територію та населені пункти приєднано до складу Бондарівської сільської ради Коростенського району Житомирської області.